# Кузнецов, Павел Варфоломеевич
Павел Варфоломеевич Кузнецов (5 [17] ноября 1878, Саратов — 21 февраля 1968[…], Москва) — российский живописец. Заслуженный деятель искусств РСФСР (1928).

## Биография
Родился в семье иконописца Варфоломея Фёдоровича Кузнецова, дед по отцовской линии был садоводом. Когда художественные наклонности Кузнецова определились, он поступил в «Студию живописи и рисования» при Саратовском обществе любителей изящных искусств, где занимался в 1891—1896 годах под руководством Василия Васильевича Коновалова и Гектора Павловича Сальвини-Баракки. Там же встреча с Виктором Эльпидифоровичем Борисовым-Мусатовым оказала на него серьёзное воздействие, как и на его одноклассника и друга, выдающегося скульптора Александра Терентьевича Матвеева, впрочем, как и на всю саратовскую художественную молодежь.

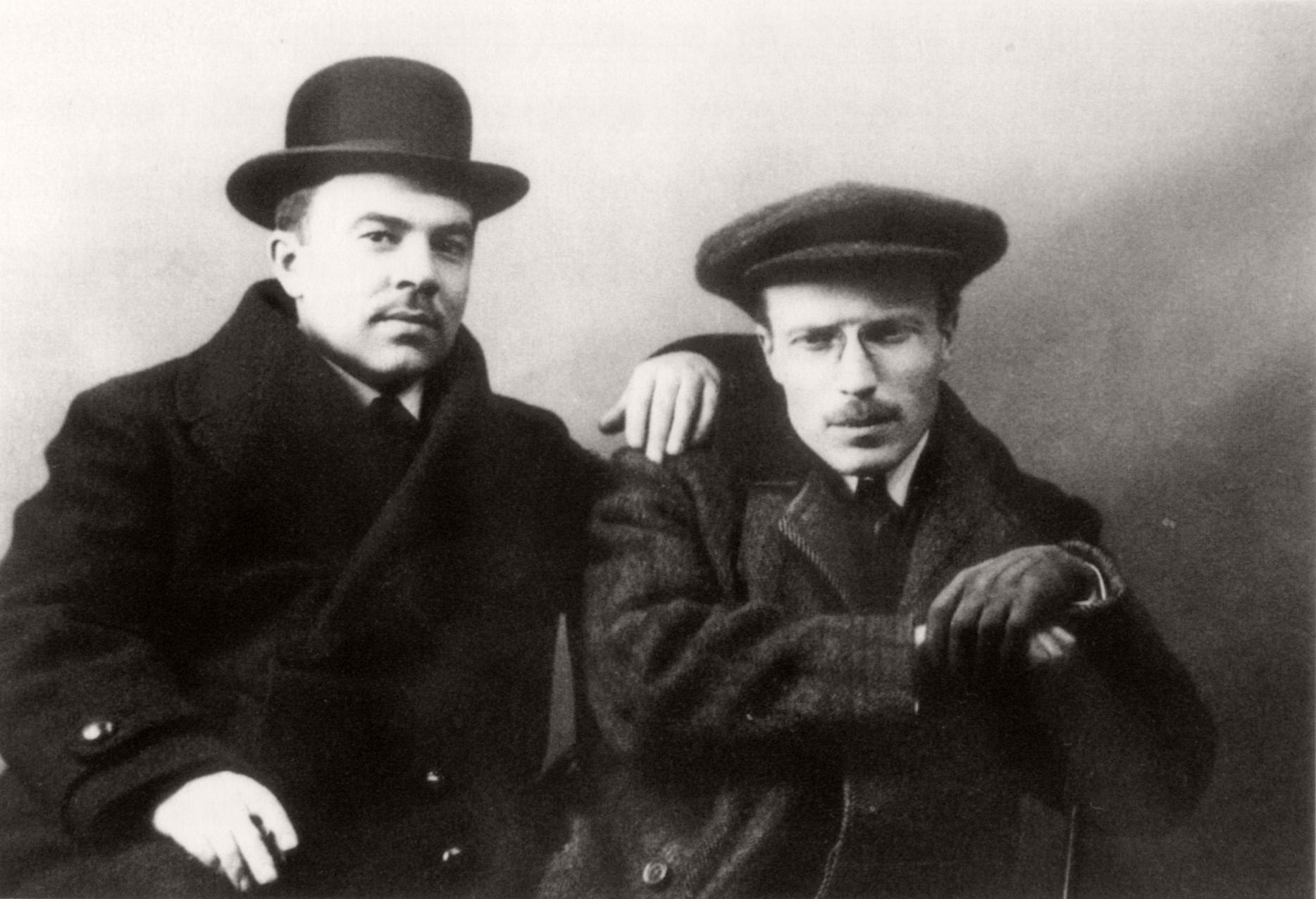
Павел Варфоломеевич Кузнецов и Александр Терентьевич Матвеев. 1909—1910

Блестяще выдержал вступительные экзамены в Московском училище живописи, ваяния и зодчества в 1897 году. Учился сначала у Абрама Ефимовича Архипова, потом у Константина Алексеевича Коровина и Валентина Александровича Серова. Учёба дала круг друзей и единомышленников, позже сформировавших художественное объединение «Голубая роза».
В 1902 году сблизился с Валерием Яковлевичем Брюсовым и символистами. Сотрудничал с изданиями символистского толка: журналами «Искусство», «Золотое руно», входил в объединение «Мир искусства».
В 1902 году совместно с Кузьмой Сергеевичем Петровым-Водкиным и Петром Саввичем Уткиным расписали церковь Казанской Божьей Матери в Саратове. Находясь на острие художественной мысли того времени (участвуя в деятельности «Мира искусства»), талантливая молодёжь и в церкви попыталась вольно обойтись с канонами, что вызвало взрыв общественного негодования и их росписи были уничтожены.
В 1904 году был одним из организаторов выставки «Алая роза», а также принял деятельное участие в формировании художественного объединения «Голубая роза», окончательно определившимся после одноимённой выставки в 1907 году.
В 1906 году по приглашению Сергея Павловича Дягилева ездил в Париж, где посещал частные художественные студии и его работы приняли участие в выставке русского искусства, по результатам которой Кузнецов был избран членом Осеннего Салона (пожизненно).
Был членом объединений «Мир искусства», «Союз русских художников», «Четыре искусства».
В начале XX века в творчестве Кузнецова наступил кризис. Начались повторы, казалось, что мастер исчерпал себя. Но, после поездок в Заволжские степи (1911—1912) и Среднюю Азию (1912—1913), творческий гений Кузнецова вновь взлетает ввысь, ещё выше, чем в «голуборозовский» период. Оставшись тонким, тончайшим художником, способным «отделить один сон от другого сна», он из своих странствий по Азии привозит ритм и поэтику Востока, дыхание тысячелетней истории восточных народов. Яркость и одновременно тонкость передачи цвета, простота и всё та же ирреальность сюжета — его «Киргизская сюита» и примыкающая к ней по времени «Бухарская серия» ставят Кузнецова в ряд художников мирового уровня.
В годы революции работал с огромным подъёмом, принимал участие в издании журнала «Путь освобождения», вёл педагогическую работу, заведовал секцией живописи в отделе ИЗО Наркомпроса (1919—1924). Создаёт новые вариации восточных мотивов, в которых заметно влияние древнерусской живописи, пишет прекрасные портреты жены Елены Михайловны Бебутовой, оформляет литографские серии «Туркестан» и «Горная Бухара» (1922—1923).
В 1923 году по командировке Наркомпроса побывал с персональной выставкой в Париже (ездил совместно с Бебутовой), после чего появляются знаменитые «Парижские комедианты».
Творческие открытия принесли поездки художника в Крым и на Кавказ (1925—1929). Насыщенное светом и энергичным движением, пространство его композиций обрело глубину, например, широко известно его панно «Сбор винограда» (1928). Живописец стремится расширить тематику своих полотен, обращаясь к темам труда и спорта. По словам художника, поездка в Армению в 1930 году дала импульс целому ряду картин, в которых ощутим «коллективный пафос монументального строительства, где люди, машины, животные и природа сливаются в один мощный аккорд». Работы конца 1920 — начала 1930-х были последним, третьим пиком взлёта творчества Кузнецова.
Организатор и председатель художественного общества «Четыре искусства» (1924—1931).
1928 — заслуженный деятель искусств РСФСР.
В 1917—1937, 1945—1948 преподавал во Вхутемасе-Вхутеине, Московском институте изобразительных искусств и других институтах. Три последних десятилетия жизни не переставал активно работать, в основном, в жанре пейзажа и натюрморта. Часть этих работ находится в собрании Саратовского государственного художественного музея имени Александра Николаевича Радищева.
Скончался в Москве 21 февраля 1968 года. Похоронен на Введенском кладбище (7 уч.), позже рядом была похоронена жена.

## Творчество

### Основные работы
- Голубой фонтан (темпера, 1905, ГТГ)
- Утро (темпера, 1905, ГТГ)
- Рождение (1906)
- Спящая в кошаре (1911)
- Мираж в степи (темпера, 1912, ГТГ)
- Вечер в степи (темпера, 1912, ГТГ)
- Стрижка овец (1912)
- Дождь в степи (1912)
- Чайхана (1912)
- Натюрморт с японской гравюрой (1912)
- Гадание (1912)
- Птичий базар (1913)
- В храме буддистов (1913)
- Сбор плодов, Азиатский базар (эскизы росписи Казанского вокзала, 1913—1914, неосуществлены)
- У источника (1919—1920)
- Узбечка (1920)
- Птичница (начало 1920-х)
- Горная Бухара (серия автолитографий, 1923)
- Туркестан (серия автолитографий, 1923)
- Парижские комедианты (1924—1925)
- Табачницы (1926, Краснодарский краевой художественный музей)
- Отдых пастухов (секко, 1927, Русский музей)
- Сбор винограда (панно, 1928)
- Крымский колхоз (панно, 1928)
- Портрет скульптора А. Т. Матвеева (1928)
- Мост через реку Зангу (1930)
- Мать (секко, 1930, ГТГ)
- Сортировка хлопка (1931, ГТГ)
- Обработка артикского туфа (1929, ГТГ)
- Пушбол (1931; ГТГ)
- Стрижка баранов (77,5×81,5, пастель, темпера, холст, Русский музей)

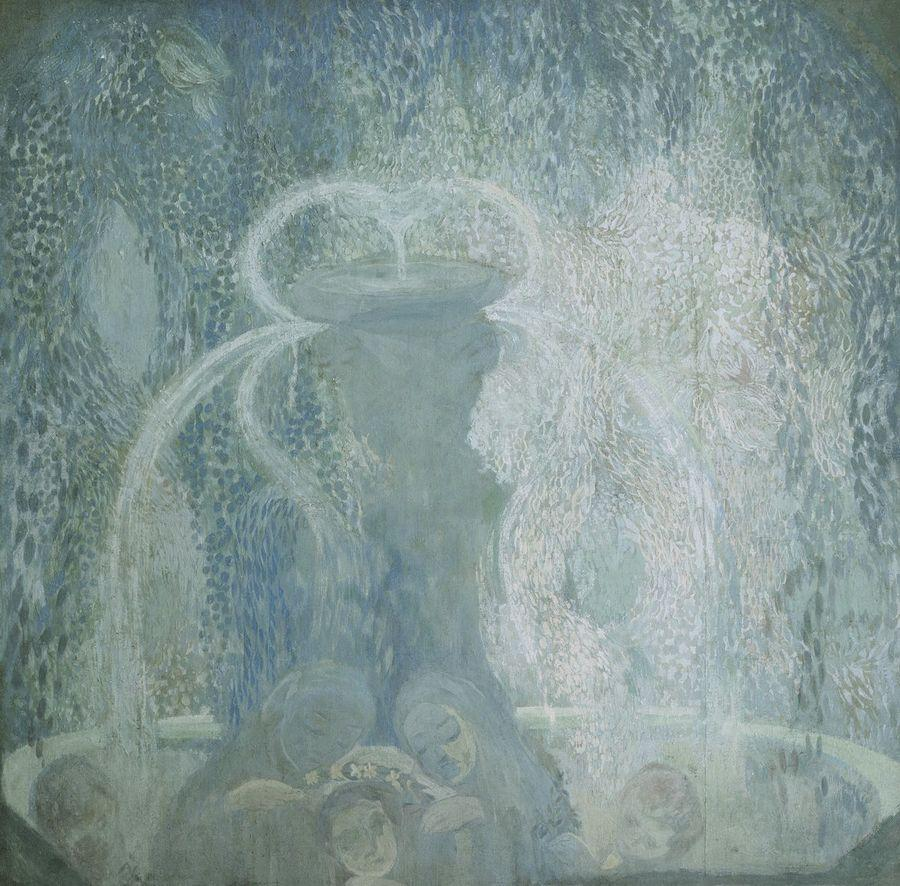
Голубой фонтан, 1905
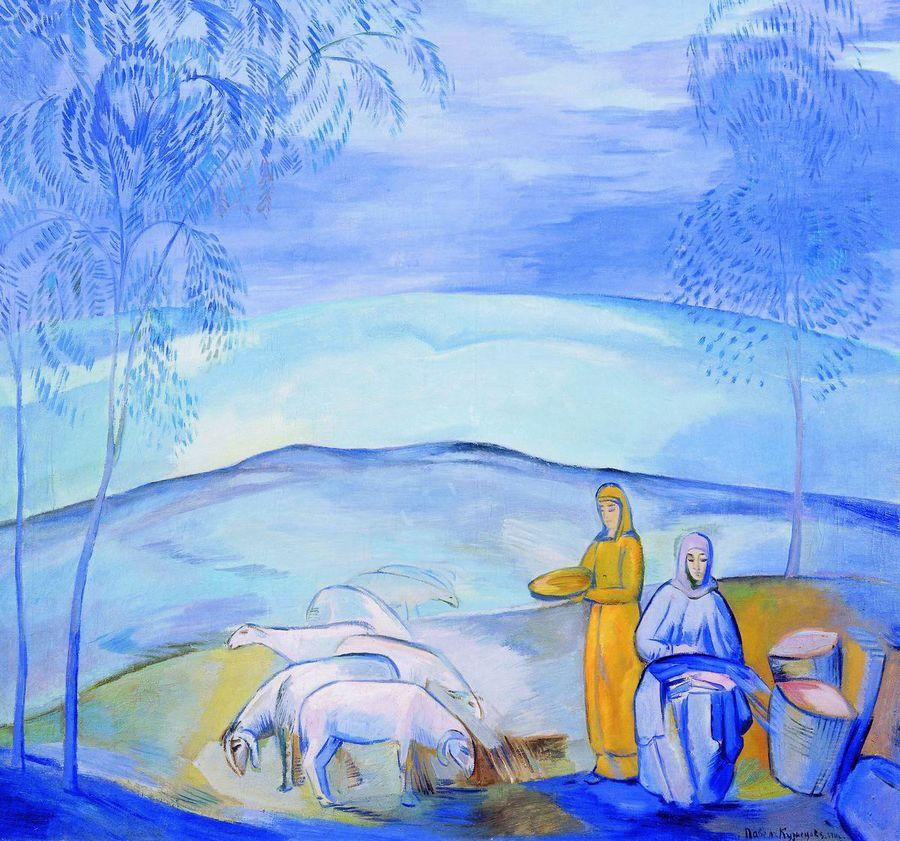
В Степи. Мираж, 1911
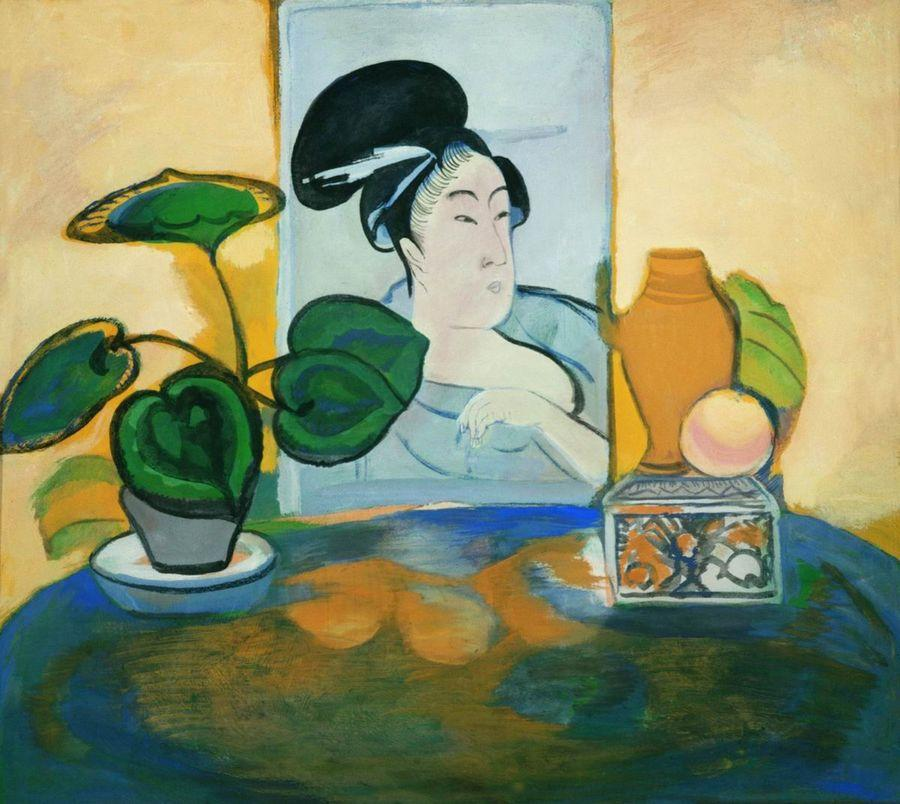
Натюрморт с японской гравюрой, 1912
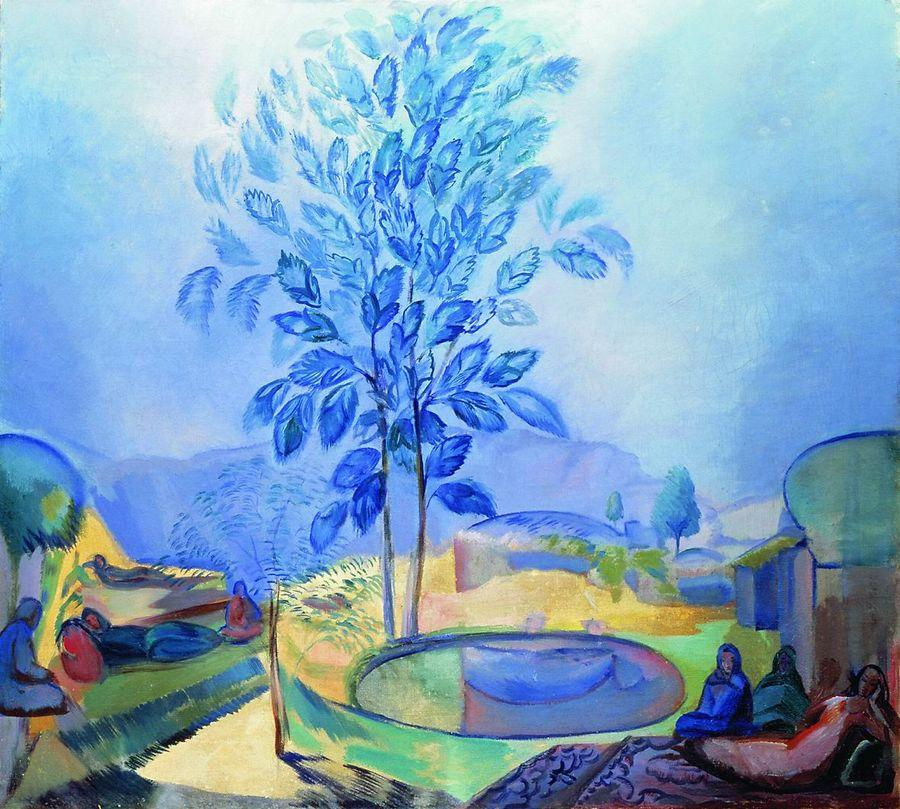
Восточный мотив, 1913-1914
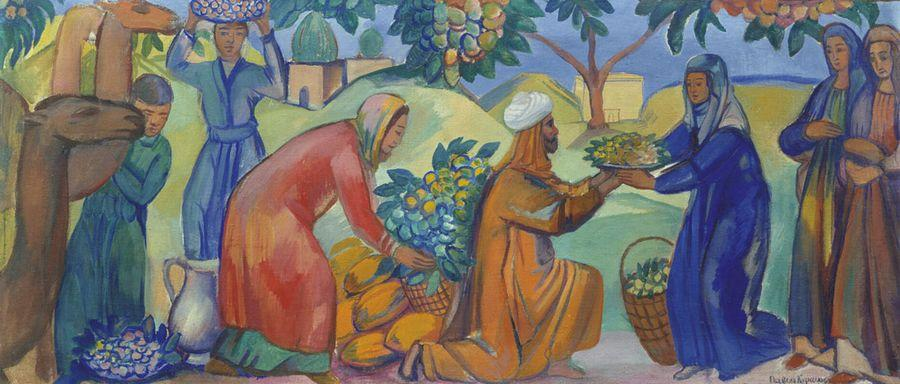
Сбор плодов, Азиатский базар, 1913-1914

### Театральные работы

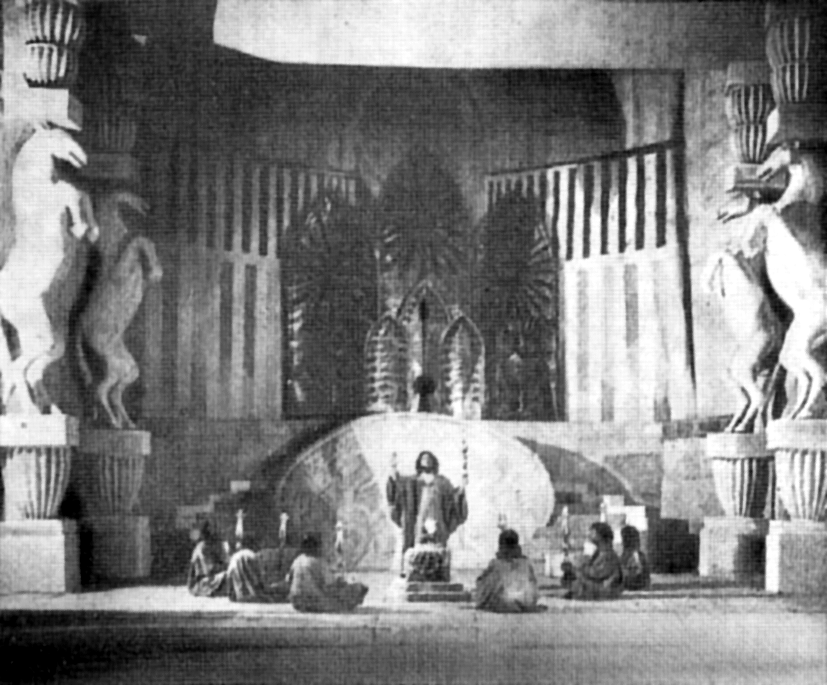
«Сакунтала». Сцена пролога 1914 год, Москва

Работал в области театральной декорации. Зарекомендовал себя как самобытный художник театра. Известные работы:
- «Сакунтала» Калидасы в Камерном театре, 1914, постановка Александра Яковлевича Таирова.
- «Духов день в Толедо». Камерный театр 1915
- "Эскиз декорации первого акта пьесы В. Каменского «Стенька Разин» 1918
- "Эскиз занавеса к балету по сюите Н. А. Римского-Корсакова «Шахерезада» 1923
- "Зачарованный сад. Эскиз декорации к балету И. Ф. Стравинского «Жар-птица» 1923
- «Джума-Машид» — Г. Венецианова. Драматический Театр. Москва. Постановка В. Бебутова и А. Дикого. 1928.[6]

### Выставки
- Париж (1906)
- «Голубая роза» (1907)
- «Мир искусства» (1913)
- Париж (1923)

В 1974 году была проведена выставка работ Кузнецова в Саратовском художественном музее имени А. Н. Радищева. Для неё было отреставрировано 36 полотен художника. В работах участвовало много известных реставраторов, среди них саратовские реставраторы В. А. Солянов, В. В. Лопатин и группа московских реставраторов под руководством Павла Ивановича Баранова.

### Крым в творчестве Кузнецова
Часть произведений П. В. Кузнецова написана в Крыму. Посмотреть работы Павла Кузнецова из коллекций художественных музеев России, а также произведения других художников, работавших в Крыму, можно на виртуальной выставке «Памятники архитектуры и природные заповедники Крыма в отечественном изобразительном искусстве», объединившей более 500 произведений.

## Наследники
В начале 1970-х годов официальные наследники Кузнецова и Бебутовой — Павел Михайлович Кузнецов, Ольга Михайловна Дурылина, Валерия Валерьевна Бебутова — передали в дар музею имени А. Н. Радищева свыше четырёхсот живописных полотен.

## Альбомы автолитографий
- [Натюр-морт] в литографиях / С. Герасимов, Н. Григорьев, Павел Кузнецов, А. Лентулов, А. Осмеркин, Н. Синезубов, Р. Фальк, Н. Чернышев, А. Шевченко, Д. Штеренберг. — Б. м. : Б. и., 1921. — 11 л. ил. в папке; 21 см.
- Кузнецов П. Туркестан. 1-я серия рисунков Павла Кузнецова со вступительной статьёй художника. — М.; Пг.: ГИЗ, 1923. 22,4х17,2 с— 14 листов автолитографий. Тираж 2000 экз.[8]
- Кузнецов, П. В. Туркестан. Автолитографии. II-ая серия рисунков. М.-Пг.: Государственное издательство, 1923. 14 л. ил. 37х29 см. 2000 экз.
- Павел Кузнецов Автолитографии в красках. Горная Бухара. М. Государственное издательство. 1923. 16 цветных литографий.

## Музеи
- Дом-музей Павла Кузнецова в Саратове